# Hi-Ho!
『Hi-Ho!』（ハイホー）は、1998年4月5日から2001年3月25日まで、テレビ西日本（TNC）で日曜 11:00 - 11:50に放送していた公開バラエティ番組。
2年目の1999年4月4日から2000年3月26日までは『Hi-Ho!2』（ハイホーハイホー）。3年目の2000年4月2日以降は『Hi-Ho!3』（ハイホーハイホーハイホー）と題して放送されていた。

## 概要
TNCの第1スタジオに観客を入れての公開生放送を行っていた。1997年3月まで同枠で放送されていた『とことんサンデー』や深夜番組『Doの夜はとことん』と同じく、福岡吉本のタレントによるバラエティ番組。
視聴者ターゲットの年齢層も『とことんサンデー』時代と同様に、中学生と高校生を主とした。
この番組とスタイルを元に戻すことになった理由はTNCと福岡吉本の関係性にある。まず、1994年、福岡吉本の社長が変わると、華大への処遇が大きく変わる。1997年、『とこサン』の中で、「4月から大吉が1年間アメリカに留学し、その模様を随時番組にて放送する」企画を発表した。この企画はTNCの製作側が福岡吉本の了承を得ないまま発表したため、事務所側は激怒。TNCと福岡吉本の2代目所長・玉利寛が元々仲が悪かったことが追い打ちとなり、改編期の1998年3月末で番組は打ち切られた。留学を発表したまま番組は終了したため、1年間大吉は自宅待機として休業する羽目になった。その1年間は高杢禎彦司会の情報番組『サンデーブランチ』で繋ぐこととなる。
1998年1月、最終的にはTNCと吉本・玉利側が和解し、新たに「福岡吉本の芸人をメインにした」番組を作ることになり、人数合わせのため、大吉もテレビに復帰することとなった。

## 出演者

### MC
- 鶴屋華丸・亀屋大吉（後の博多華丸・大吉）
- 大藤真紀 - 『Hi-Ho!』時代に出演。
- 双子姉妹ミレイ・リサ - 『Hi-Ho!2』および『Hi-Ho!3』に出演。

### スタジオレギュラー
- ケン坊田中
- おタコ・プー
- パタパタママ
- つだつよし

### なんでもやるっ隊
- モンスターズ（赤峯康一・テツオ）
- ドリアンズ
- ダンクス

### ナレーター
- F.King Toggy
- 石原佳代子

## 主なコーナー

### Hi-Ho!時代
中継コーナー
つだつよしが毎回ラガーマン姿で担当。多くは福岡市内の団地で中継していた。団地の住人に珍しい写真や物を持ってきてもらい、一番良かった人に近所にある寿司屋のお食事券をプレゼントしていた。
顔だけW杯日本代表を探せ!
当時のワールドカップ日本代表選手に似た顔の一般人を募集・紹介するコーナー。日本対アルゼンチン戦当日に皆を集めてテレビの前で応援した。ロケ担当はケン坊で岡田武史のマネ、スタジオでの進行は華丸で川平慈英のマネをしていた。
嗚呼!高校青春日記
実在する高校の生徒になりきった華丸・ケン坊のコント。毎回学校付近で収録していた（小倉駅高校はパタパタママのコント）。
福岡大学附属大濠高等学校
華丸のあだ名は「岡ちゃん」、ケン坊は「ケン」。2人とも博多弁を多用する。2人ともこの高校の卒業生である。
西南学院高等学校
華丸は「ベルボトム」、ケン坊は最初は「ビンテージ」だったが、あだ名が毎回代わった（田中、メットなど）。ベルボトムはサーフボードを傘代わりにする。また、mono magazine、シティ情報ふくおか、聖書を同時に読みながら登校することがあった。
福岡県立修猷館高等学校
華丸は「大蔵省」、ケン坊は「官房長官」。会話は敬語を使う。
小倉駅高等学校
架空の高校。2人とも小倉弁を使い、福岡市の事をライバル視している。ちなみに、小倉駅高校の前に東福岡高等学校のコントをしていたのだが、スタジオでの評判が悪く変更された。
おタコルーレット
おタコ・プーのコントコーナー。
ドリアンズバス停10000個の旅!
お笑いコンビのドリアンズ（現・どりあんず）が福岡から出発し、バスを乗り継いで10000個のバス停まで乗りつづけていく旅。北海道で折り返し、下関市の御裳川（みもすそがわ）バス停が10000個目のバス停となった。
にわかニュース
福岡で活躍するタレントの最新情報を紹介。ニュースとはいっても内容は、川上泰生が9時59分に喫茶店にいた、中村基樹が写真展を開催したというような些細なものであった。コーナー進行は華丸。
昆虫奮戦記
パタパタママ木下が、この当時から人気があった『ポケットモンスター』にちなみ、151種類の昆虫の写真を撮るコーナー。
下プル
ギターを弾けるパタパタママ下畑のヴォーカルを探すオーディション企画。『ASAYAN』を意識した内容で、ナレーションは華丸が川平慈英のマネで担当していた。

### Hi-Ho!2時代
エステティックプー
毎回番組に送られてきた写真に、おタコ・プーが油性ペンで「美しくする」と称して落書きしていくコーナー。
華ちゃんタクシー
華丸がタクシーの運転手、ケン坊が乗客になってのコント。ケン坊が言った目的地とは全く違う所に連れて行かれる。タクシーであるにもかかわらず何故かサンルーフ付きのミニバンであることを毎週のように大吉からツッコまれていた。高校生青春日記の「官房長官」らしき人物が乗ってきたこともあった。
中学3年必見!!
福岡県内の高校の学食メニューや名物先生を紹介する。
勝ち抜きマイキャラ王選手権
視聴者からFAXオリジナルキャラクターを募集し、紹介していく。
なんでもやるっ隊
モンスターズ、ドリアンズ、ダンクスの3組の若手お笑いコンビがいろいろな事に挑戦するコーナー。その中でも、ダンクスがプロボクサーに挑戦するコーナーが盛り上がりを見せた。
喜跡体験アンビリバボ
大吉とパタパタママが研究員となり、視聴者から寄せられた謎の生物を調査する。オープニング映像にはタイトルにちなんでバボちゃんが映し出されていた。
福岡CMアカデミー大賞
福岡ローカルで放送されている、面白い地方CMの中からナンバーワンを決める。村上ショージが出演していた「焼肉のひかり」、ばってん荒川が出演していた「辛子明太のまるいち」などがノミネートされる中、一位に輝いたのは「中洲の玉屋質店」のCMで、CM出演者が番組にゲスト出演した。

### Hi-Ho!3時代
カウントダウンプー
おタコ・プーがDJになり、CDのランキングを紹介する。
ニュースプー
おタコ・プーがニュースキャスターになり、CDのランキングを紹介する。
おでかけTRY
観光地などでつだつよしがラガーマン姿でトライをするだけのコーナー。
missケータイ
番組スポンサーであるJ-PHONE（現・ソフトバンクモバイル）とコラボレートした、一般女性の友人紹介コーナー。
おいでよ!しもはたマウス
パタパタママ下畑がネズミのキャラクター「しもはたマウス」になり、幼稚園や保育園を訪れていたコーナー。コーナーのラストでは「しもはたマウスのテーマ」をBGMに全員で踊っていた。

## 備考
- 番組生放送の終了後、スタジオではほぼ毎回オリジナルグッズが貰えるジャンケン大会が行われていた。
- また、番組生放送の終了後、楽屋で『パネルクイズ アタック25』を毎週見ていたことが華丸の児玉清のものまねのきっかけとなった。
- 1999年12月25日放送の『めちゃ2イケてるッ! 日本一周仕事の旅』で、ナインティナイン一行がTNCを訪れた際にHi-Ho!のプロデューサーに会い、中居正広の営業を行った。なお、翌日の『Hi-Ho!』では大吉が「ナイナイのお二人も中居君も出てきません」と断りを入れていた。
- 2000年度は華丸が吉本新喜劇にレギュラー出演することになり、月に1回番組を休んでいた。
- 番組終了後の同枠は、深夜番組『ぷるんぷるん』から派生した『ぷるんアラ・モード』（開始半年後より三村マサカズが司会として出演）に移行したが、福岡吉本のタレント総出演によるTNCの番組としては、1年後の2002年4月から月曜19時枠で放送を開始した『ふとっぱら』に移行した。